# Werner Müller
Werner Müller (Obererlinsbach, 1951. november 20. – 2006. március 2.) svájci nemzetközi labdarúgó-játékvezető.

## Pályafutása

### Nemzeti játékvezetés
1989. március 25-én debütált az I. ligában. Az aktív nemzeti játékvezetéstől 1996-ban vonult vissza.

#### Nemzeti kupamérkőzések
Vezetett Kupa-döntők száma: 1.

##### Svájci Kupa
| Időpont         | Helyszín               | Mérkőzés típusa | Mérkőzés                        | Eredmény | Nézők száma |
| --------------- | ---------------------- | --------------- | ------------------------------- | -------- | ----------- |
| 1995. június 5. | Wankdorf Stadion, Bern | döntő           | FC Sion–Grasshopper Club Zürich | 4 : 2    | 30 500      |

### Nemzetközi játékvezetés
A Svájci labdarúgó-szövetség Játékvezető Bizottsága (JB) 1993-ban terjesztette fel nemzetközi játékvezetőnek, a Nemzetközi Labdarúgó-szövetség (FIFA) bíróinak keretébe. Több nemzetek közötti válogatott és klubmérkőzést vezetett. A svájci nemzetközi játékvezetők rangsorában, a világbajnokság-Európa-bajnokság sorrendjében többedmagával a 19. helyet foglalja el 2 találkozó szolgálatával. Az aktív nemzetközi játékvezetéstől 1996-ban a FIFA 45 éves korhatárát elérve búcsúzott. Válogatott mérkőzéseinek száma: 4.

#### Európa-bajnokság
Az európai-labdarúgó torna döntőjéhez vezető úton Angliába a X., az 1996-os labdarúgó-Európa-bajnokságra az UEFA JB játékvezetőként foglalkoztatta.
| Időpont          | Helyszín                   | Mérkőzés típusa           | Mérkőzés               | Eredmény | Nézők száma |
| ---------------- | -------------------------- | ------------------------- | ---------------------- | -------- | ----------- |
| 1994. október 8. | Kadriorg Stadion, Tallinn  | előselejtező (4. csoport) | Észtország–Olaszország | 0 : 2    | 2 000       |
| 1995. június 7.  | Parken Stadion, Koppenhága | előselejtező (2. csoport) | Dánia–Ciprus           | 4 : 0    | 40 199      |